# Zdzisław Stanisław Błaszczyk
Zdzisław Stanisław Błaszczyk (Gdów, 8 de agosto de 1969) é um bispo católico polonês. É bispo-auxiliar da Arquidiocese de São Sebastião do Rio de Janeiro.

## Biografia
Dom Zdzisław Stanisław Błaszczyk, conhecido como Dom Tiago Stanislaw, é filho Boleslaw Blaszczyk e Wanda Blaszczyk, nascido em 8 de agosto de 1969, Gdów, em Malopolska, Polônia.
A sua ordenação diaconal foi aos 8 de maio de 1993, em Cracóvia, pelo Cardeal Franciszek Macharski, sua Ordenação Presbiteral em 14 de maio de 1994 (25 anos), em Cracóvia, pelo Cardeal Franciszek Macharski e sua ordenação episcopal no Rio de Janeiro em 2020.
Formação Eclesiástica: 
Filosofia pela Papieska Akademia Teologiczna (1988-1990); 
Teologia na Papieska Akademia Teologiczna (1990-1994) 
Mestrado em Teologia/Psicologia com a tese: “O Padre na opinião dos Jovens” (1990).
Como sacerdote, exerceu os seguintes ofícios na Arquidiocese do Rio de Janeiro: 
Vigário Paroquial na Paróquia Nossa Senhora da Paz, em Ipanema (nomeado em abril 2001); 
Vigário Paroquial na Paróquia São Judas Tadeu, em Bangu (nomeado em julho 2001); 
Pároco da Paróquia São Judas Tadeu, em Bangu (nomeado em dezembro 2004); Pároco da Paróquia São Pedro do Mar, no Recreio dos Bandeirantes (nomeado em abril 2013).
Atualmente, Dom Zdzislaw Stanislaw Blaszczyk (Dom Tiago) é Bispo Auxiliar da Arquidiocese de São Sebastião do Rio de Janeiro.

## Bispo
No dia 4 de dezembro de 2019 foi nomeado bispo titular de Aulona in Albania e auxiliar de São Sebastião do Rio de Janeiro.
Recebeu a ordenação episcopal no dia 25 de janeiro de 2020, sendo o sagrante principal Dom Orani João Tempesta e sendo co-ordenantes Dom Stanilaw Jaw Dziwisz, Arcebispo Emérito de Cracóvia e Dom Roque Souza Costa, Bispo Auxiliar do Rio de Janeiro
Lema: DUC IN ALTUM
Insígnias episcopais: Chapéu prelatício com borlas pendentes de cor verde e a cruz pastoral dourada.
Escudo: A figura do "M" de Maria, que no mistério da Salvação soube responder "sim" à vontade de Deus: "Faça-se em mim segundo a Tua Palavra!" (Lc 1,38); a coroa enaltece a figura de Maria como mãe, Rainha do céu e da Terra, Rainha dos Apóstolos e rainha da vida da vida de Dom Thiago. A cor azul representa o meio espiritual, a vida plena em Deus e Nossa Senhora.
O próprio barco, que lembra o lema "Duc In Altum", simboliza também a Igreja. A vela cheia simboliza a ação do Espírito Santo na Igreja, é quem faz com que o barco avance.
O sol sobre o barco enfatiza a presença de Cristo, que ilumina e conduz nossos passos no cumprimento da vontade de Deus, "sol e escudo é Deus! (Sl 84,12), tendo pelo Cristo em sua tríplice missão: ensinar, santificar e guiar o povo de Deus. A cor branca simboliza as águas do Batismo, nos remete à pureza e à verdade que a Palavra nos comunica.
A espada representa aqueles que doaram a própria vida pelo Evangelho de Cristo, para fazer a vontade do Pai. Tempos como exemplo os mártires que foram mortos pela espada: São João Batista, São Paulo e Santo Estanislau, padroeiro da Polônia. Também recorda São Miguel Arcanjo, que retrata o poder da Palavra de Deus, "pois a Palavra de Deus é viva, eficaz e mais penetrante que qualquer espada de dois gumes" (Hb 4,12). A cor vermelha realça o sacrifício exigido na missão, o sangue de Cristo que nos salva e o quadro de Jesus Misericordioso onde reluzem o branco e o vermelho presentes na bandeira da Polônia.